# Peter Sinfield
 (juillet 2022).
Si vous disposez d'ouvrages ou d'articles de référence ou si vous connaissez des sites web de qualité traitant du thème abordé ici, merci de compléter l'article en donnant les références utiles à sa vérifiabilité et en les liant à la section « Notes et références ».
Peter John Sinfield, né le 27 décembre 1943 à Fulham (Londres) et mort le 14 novembre 2024, est un parolier britannique, producteur de disques, musicien, guitariste, auteur-compositeur-interprète et poète.
Il est principalement connu comme parolier des 4 premiers albums du groupe King Crimson. Il participe à In the Court of the Crimson King, In the Wake of Poseidon, Lizard et Islands, dont il est également coproducteur avec Robert Fripp.
Ce dernier lui ayant demandé de quitter le groupe pour le remplacer par Richard Palmer-James, anciennement guitariste-parolier de Supertramp, Peter continua à être actif sur la scène musicale. Il produit le premier album de Roxy Music et enregistre ensuite un album solo Still, en 1973. L'album est réédité en 2009 avec un deuxième CD et des chansons bonus, Hanging Fire et Can You Forgive a Fool?.
En 1979, il participe à la narration d'un album rare, Robert Sheckley's In a land of Clear Colours avec Brian Eno, édité à seulement 1000 copies. Peter écrit ensuite des textes pour Emerson, Lake and Palmer (ou ELP), Angelo Branduardi ainsi que pour le groupe rock progressif italien Premiata Forneria Marconi (ou PFM), les albums Photos of Ghosts (it) et The World Became the World qu’il produit et dont il écrit les textes.
Plus tard, il travaille également dans la musique populaire, par exemple il écrit pour Bucks Fizz ainsi que pour Céline Dion, Think Twice et Cher avec la pièce Heart of Stone. Il œuvre aussi pour David Cross, ex-violoniste et claviériste de King Crimson.
Sinfield est également connu pour ses paroles de la chanson de Noël de Greg Lake, I Believe in Father Christmas. Sorti en single en 1975, puis sur l'album d'Emerson, Lake and Palmer Works Vol. 2 en 1977, il devient un standard de Noël (repris par Claude François en 1978). En 1981, il écrit le texte pour le single de Chris Squire et Alan White, Run with the Fox. Entre 1978 et 1980, Peter écrit les textes anglais pour les chansons de l'artiste italien Angelo Branduardi, Alla fiera dell'est (Highdown Fair) et La pulce d'acqua (Fables and Fantasies) qu'il a aussi produit.
La poésie de Sinfield est profondément inspirée par Shakespeare, Shelley, Blake et Rilke ; ses textes originellement très marqués par des références médiévales et fantastiques, voire mythologiques, évoluent dès l'album Lizard vers une poésie plus complexe, baroque et foisonnante, n'hésitant plus à puiser dans la modernité et le monde réel, pour en révéler la nature étrange et souvent ambiguë.

## Discographie

### En solo
- 1973 : Still - Peter Sinfield ; Chant, guitare 12 cordes acoustique, synthétiseur, production, dessin de la jaquette.  Avec Greg Lake, W.G. Snuffy Walden, Keith Christmas, Richard Brunton, B J Cole, John Wetton, Keith Tippett, Mel Collins, Robin Miller, Ian Wallace, etc. - Réédité en 1993 avec 2 chansons supplémentaires, Hanging Fire et Can You Forgive a Fool?. Est aussi sorti sous forme d'album double avec une reprise de toutes ses chansons sous un mix différent plus les 2 pièces bonus.

### Brian Eno
- 1979 : Robert Sheckley's In a Land of Clear Colors. Album très rare limité à 1000 copies sur le label Galeria el Mensajero. Peter y fait la narration.

### King Crimson
- 1969 : In the Court of the Crimson King
- 1970 : In the Wake of Poseidon
- 1970 : Lizard
- 1971 : Islands

### Ian McDonald et Peter Giles
- 1970 : McDonald and Giles - Texte pour Birdman.

### Emerson, Lake and Palmer
- 1973 : Brain Salad Surgery - Textes pour Benny the Bouncer et Karn Evil 9: 3rd Impression. Aussi sur la réédition de 2011, texte pour la chanson éponyme.
- 1977 : Works Volume I - Textes pour les chansons de Greg Lake ainsi que pour celle de ELP, Pirates.
- 1977 : Works Volume II - Textes pour Tiger in a Spotlight, Brain Salad Surgery, Watching Over You, So Far to Fall et I Believe in Father Christmas.
- 1978 : Love Beach - Textes pour All I Want Is You, Love beach, Taste of my Love, The Gambler, For You et Memoirs of an Officer and a Gentleman.

### Greg Lake
- 1975 : I Believe in Father Christmas/Humbug - Single pour lequel Peter a collaboré pour le texte de la pièce sur la face A. alors que la face B est constituée d'un instrumental.

### Angelo Branduardi
- 1979 : Highdown Fair
- 1980 : Fables and Fantasies

### Gary Brooker
- 1979 : No More Fear of Flying - Textes pour Get Up And Dance, Give Me Something To Remember You By, Old Manhattan Melodies, Angelina et Let Me In.

### Chris Squire et Alan White
- 1981 : Run with the Fox - Texte pour cette chanson de Chris Squire.

### Nikka Costa
- 1981 : Nikka Costa - Texte pour It's Your Dream.
- 1983 : Fairy Tales - Textes pour My First Love, I Believe in Fairy Tales et Trick or Treat.

### Bucks Fizz
- 1981 : Bucks Fizz - Textes pour One Way Love, The Land of Make Believe, Love in a World Gone Mad et Heart of Stone. Aussi présents sur cet album, Mel Collins, Ian Bairnson, Graham Broad et Howie Casey.
- 1982 : Are You Ready? - Textes pour One Way Love, Breaking and Entering, Twentieth Century Hero et The Land of Make Believe.
- 1983 : Greatest Hits
- 1984 : I Hear Talk - Textes pour I Hear Talk et Here's Looking At You.
- 1986 : Writing on the Wall - Textes pour You and Your Heart So Blue, Soul Motion, Keep Each Other Warm, Love in a World Gone Mad et I Hear Talk (Extended Mix).
- 1988 : The Story So Far - Texte pour 20th Century Hero.
- 2006 : The Lost Masters - Compilation.
- 2007 : The Very Best of Bucks Fizz - Compilation.
- 2008 : The Lost Masters 2 - The final Cut - Compilation.

### Leo Sayer
- 1983 : Have You Ever Been in Love? - Texte.

### Five Star
- 1986 : Silk and Steel - Texte pour Rain or Shine.

### Flairck
- 1987 : Sleight Of Hand - Texte pour Walk Upon Dreams.

### Cher
- 1989 : Heart of Stone - Texte pour la chanson éponyme.

### Céline Dion
- 1993 : The Colour of My Love - Texte pour la chanson Think Twice.
- 1996 : Falling into You - Texte pour la chanson Call the Man.

### David Cross
- 1997 : Exiles - Texte pour This Is Your Life - Avec Robert Fripp, Peter Hammill et John Wetton.

## Production

### King Crimson
- 1969 : In The Court Of The Crimson King (An Observation By King Crimson) - Coproducteur avec le groupe.
- 1970 : In the wake of Poseidon - Coproducteur avec Robert Fripp.
- 1970 : Lizard - Idem.
- 1971 : Islands - Idem.

### Roxy Music
- 1972 : Roxy Music

### Premiata Forneria Marconi
- 1973 : Photos of Ghosts - Peter a écrit les textes anglais et a produit l'album.
- 1974 : The World Became the World - Textes et production.

### Emerson, Lake and Palmer
- 1977 : Works Volume I - Production pour les chansons de Greg Lake.
- 1977 : Works Volume II - Production pour Watching Over You et I Believe in Father Christmas.

### Angelo Branduardi
- 1979 : Highdown Fair
- 1980 : Fables and Fantasies